# Odin (AstroForge)
Odin (русск. О́дин) — автоматическая межпланетная станция компании AstroForge, которая должна была приблизиться к 10-метровому астероиду 2022 OB5 с целью изучения перспектив коммерческого использования его ресурсов. Аппарат был запущен 26 февраля 2025 года ракетой Falcon-9, совместно с лунным посадочным модулем IM-2 «Athena», искусственным спутником Луны Lunar Trailblazer и межорбитальным буксиром CHIMERA-GEO 1. Вскоре после запуска связь со станцией была потеряна.

## Задачи
В задачи аппарата Odin входило получение спектроскопических изображений возможно металлического астероида 2022 OB5 и дальнейшая передача на Землю полученных данных.
Планировалось, что путь до астероида займет у Odin около 300 дней — он должен был прибыть к цели в декабре 2025 года.

## Сборка и подготовка
Первоначально «Odin» имел название «Brokkr-2», но вскоре его название было изменено на нынешнее. «Odin» провалил вибрационные испытания в марте 2024 года, после чего началась почти полная пересборка аппарата. Как пишется на самом сайте AstroForge: «(осталось) Семь месяцев на проектирование и сборку аппарата с нуля, производство систем авионики для конкретных задач, поиск и закупку компонентов с длительным сроком изготовления». Несмотря на это, команда успела к срокам и повторные, но уже успешные вибрационные испытания были проведены 20 августа 2024 года.
Общая стоимость Odin составила 3,5 миллиона долларов.

## Ход миссии

### Проблемы
«Один» потерял связь с Землёй вскоре после своего запуска 26 февраля. Аппарат был разработан компанией AstroForge для изучения астероида 2022 OB5 с целью будущей добычи полезных ископаемых. Связь была утрачена всего через 20 часов после старта. Хотя солнечные батареи работают и аппарат движется по запланированной траектории, полные данные не удаётся получить. По словам основателя AstroForge Мэтта Джиалича, ситуация «становится все менее обнадеживающей», но команда продолжает попытки восстановить управление аппаратом. По последним данным, Odin преодолел 430 000 км, находится на расчетной траектории, а его солнечные батареи продолжают вырабатывать энергию.

#### Основные риски
- Усилитель мощности не был настроен в состояние «включено» по умолчанию
- Потоки данных не были настроены в минимально возможных кадрах
- Ёмкость аккумулятора была ограничена примерно 2,5 часами работы без развертывания солнечной панели
- Тестирование перед отправкой выявило потенциальную проблему с развертыванием солнечных панелей

AstroForge сознательно пошли на эти риски, потому что, как отметил Мэтт в их блоге: «Успех в аэрокосмической отрасли и венчурном капитале основан на управлении рисками, а не на их устранении. Мы решили быстро выполнять итерации, чтобы максимизировать скорость обучения».

#### Помощь космического сообщества
Как сообщает AstroForge, они получили большую поддержку со стороны космического сообщества:
- Радиолюбители по всему миру активно искали и обнаруживали сигнал «Одина»[14]
- Национальные обсерватории и операторы телескопов бесплатно поделились ценными данными слежения
- AstroForge получили около 50 % ответов на запросы о помощи в отслеживании, поступившие в последнюю минуту, что является выдающимся уровнем вовлеченности сообщества
- Специалисты в области космонавтики из других организаций предлагали технические консультации

Мэтт Джиалич подчеркнул, что такой подход разрушает искусственные барьеры в отрасли.